# Eduardo Baptista
Eduardo Alexandre Baptista, genannt Eduardo Baptista (* 30. März 1972 in Campinas) ist ein brasilianischer Fußballtrainer.

## Karriere
Eduardo Baptista wollte als Fußballspieler in die Fußstapfen seines Vaters Nelsinho Baptista treten. Nach Anfängen im Jugendbereich des CA Juventus stellte er das Fußballspielen aber auf Anraten seines Vaters ein.
Er wurde dann zunächst als Physiotherapeut aktiv und begleitete als solcher seinen Vater zu den verschiedensten Klubs, u. a. auch nach Japan. Von dort kehrte er 2011 alleine zurück. Zunächst weiter in seinem Beruf tätig, übernahm Baptista 2014 das Traineramt bei Sport Recife, wo er bereits seit 2012 wirkte. In der Saison 2015 wechselte er dann im September zum Fluminense FC. Er ersetzte dort Enderson Moreira. Beim Klub blieb er bis Saisonende 2015, um 2016 den AA Ponte Preta zu betreuen. Kurz vor Abschluss der Meisterschaftsrunde 2016 wurde er am 2. Dezember 2016 durch Felipe Moreira ersetzt.
Am 16. Dezember 2016 wurde er neuer Trainer bei der SE Palmeiras. Er ersetzt den Meistertrainer Cuca, welcher vom Amt zurücktrat. Nach der 3:2-Niederlage gegen Club Jorge Wilstermann am 3. Mai 2017 in der Copa Libertadores 2017 wurde Baptista am Folgetag bei Palmeiras entlassen.
Nach einer erneuten Beschäftigung bei Ponte Preta in 2018, war im selben Jahr auch noch für den Coritiba FC tätig. 2019 betreute er dann den Vila Nova FC.
Im Februar 2020 wurde Baptista als neuer Trainer des CS Alagoano vorgestellt. Mit dem Klub wurde er CSA Zweiter in der Staatsmeisterschaft von Alagoas. Am 30. August entließ ihn der Klub nach dem sechsten Spieltag der Série B 2020. Der Klub lag zu dem Zeitpunkt auf dem 16. Tabellenplatz. Bereits wenige Tage später unterschrieb Baptista einen Kontrakt beim Mirassol FC. Am 6. Februar 2021 gewann er mit dem Klub das Finale der Série D 2020 gegen den Floresta EC und führte den Klub damit in die Série C 2021. Hier konnte im September des Jahres der Klassenerhalt gefeiert werden. Nachdem somit die Saison für Mirassol beendet war, wurde Baptista im November an den Clube do Remo ausgeliehen. Dieser hatte am 10. November, dem 35. Spieltag der Série B 2021, seinen Trainer Felipe Conceição gekündigt. Baptista konnte aus den verbliebenen drei Spielen nur zwei Punkte und den Abstieg des Klubs als 17. der Tabelle nicht mehr verhindern. Dafür aber mit dem Klub am 11. Dezember 2021 den Vila Nova FC im Finalrückspiel der Copa Verde 2021 mit 4:2 im Elfmeterschießen besiegen.
Anfang März 2022 übernahm Baptista am vorletzten Spieltag der Gruppenphase in der Staatsmeisterschaft von Rio Grande do Sul den EC Juventude. Am 20. Juni des Jahres wurde er aufgrund Erfolglosigkeit in der Série A 2022 wieder entlassen. Der Klub lag zu dem Zeitpunkt auf dem letzten Tabellenplatz. In insgesamt dreizehn Duellen errang er zwei Siege, vier Remis und sieben Niederlagen. Ende August 2022 erhielt Baptista einen Kontrakt bei Atlético Goianiense. Der Klub hatte tags zuvor seinen Trainer Jorginho entlassen. Ende September wurde ihm nach sechs Spielen wieder gekündigt.
Am 16. November 2022 gab Grêmio Novorizontino bekannt, dass Baptista seine Mannschaft in der Saison 2023 betreuen soll. In der Série B 2023 belegte er mit dem Klub den fünften Platz und verpasste den Aufstieg nur um einen Punkt. In der Folgesaison erreichte man hinter dem Ceará SC wieder den fünften Platz. Dieses Mal punktgleich, aber es fehlte ein Sieg und die Tordifferenz war schlechter. Am 3. April 2025, am Vorabend von Novorizontinos Debüt in der Série B 2025, gab das Team den Abgang von Eduardo Baptista bekannt. Baptista führte die Mannschaft in 124 offiziellen Spielen an, mit 60 Siegen, 32 Unentschieden und 33 Niederlagen, was einer Erfolgsquote von 56,9 %.
Anfang Mai erhielt Baptista einen neuen Kontrakt beim Criciúma EC, einem Ligakonkurrenten von Novorizontino.

## Erfolge
Sport
- Staatsmeisterschaft von Pernambuco: 2014
- Copa do Nordeste: 2014
- Taça Ariano Suassuna: 2015

Fluminense
- Primeira Liga do Brasil: 2016

Mirassol
- Campeonato Brasileiro de Futebol – Série D: 2020

Clube do Remo
- Copa Verde: 2021[18]